# Лесьнево (Островський повіт)
Лесьнево (пол. Leśniewo) — село в Польщі, у гміні Шульбоже-Велькі Островського повіту Мазовецького воєводства.
Населення — 129 осіб (2011).
У 1975-1998 роках село належало до Ломжинського воєводства.

## Демографія
Демографічна структура станом на 31 березня 2011 року:
|          | Загалом | Допрацездатний вік | Працездатний вік | Постпрацездатний вік |
| -------- | ------- | ------------------ | ---------------- | -------------------- |
| Чоловіки | 65      | 14                 | 46               | 5                    |
| Жінки    | 64      | 16                 | 34               | 14                   |
| Разом    | 129     | 30                 | 80               | 19                   |